# Тёрмянен, Йоуко
Йоуко Тёрмянен (фин. Jouko Törmänen; 10 апреля 1954, Рованиеми — 3 января 2015, там же) — финский прыгун с трамплина, выступавший в 1970-х — начале 1980 годов.
Его самым заметным достижением стала победа на Зимних олимпийских играх в 1980 году в Лейк-Плэсиде, где он выиграл золотую медаль в прыжках с большого трамплина.